# Siehdichum
Siehdichum település Németországban, azon belül Brandenburgban. Lakosainak száma 1520 fő (2023. december 31.).

## Népesség
A település népességének változása:
| Lakosok száma | 1522 | 1553 | 1531 | 1513 | 1514 | 1520 |
|               | 2015 | 2017 | 2019 | 2021 | 2022 | 2023 |